# Großsteingrab Oeversee LA 29
Das Großsteingrab Oeversee LA 29 war eine megalithische Grabanlage der jungsteinzeitlichen Nordgruppe der Trichterbecherkultur in Oeversee im Kreis Schleswig-Flensburg (Schleswig-Holstein). Es wurde im 19. oder 20. Jahrhundert zerstört. Seine Überreste wurden 2020/21 archäologisch untersucht.

## Lage
Das Grab befand sich im Norden von Oeversee in einer Neubausiedlung zwischen der Barderuper Straße und der Straße Am Oeverseering. Es war ursprünglich Teil einer Gruppe von mindestens zwölf Gräbern, die in einer parallel zum Tal des Baches Beek verlaufenden Reihe lagen. Hiervon ist nur noch der Hügel mit der Nummer LA 30 erhalten, bei dem es sich aufgrund seiner Form und Größe um ein vollständig überhügeltes Großsteingrab handeln könnte.
Aus der näheren Umgebung sind mehrere weitere Großsteingräber bekannt. Südlich im Ortsteil Frörup lag das zerstörte Großsteingrab Frörup. Etwa 3 km nordöstlich befinden sich die sieben erhaltenen Großsteingräber bei Munkwolstrup im Arnkielpark.

## Forschungsgeschichte
Die Existenz von zwölf überpflügten Hügeln wurde in den 1950er Jahren gemeldet. Vermutlich handelte es sich bei allen um Großsteingräber, da faust- bis kopfgroße Steine sowie gebrannter Feuerstein gefunden wurden. Im Vorfeld von Bauarbeiten wurde 2020 der genaue Standort von Grab LA 29 wiederentdeckt. Im Herbst 2020 erfolge eine Vor- und im Frühling 2021 die Hauptuntersuchung.

## Beschreibung

### Architektur

#### Das Hünenbett

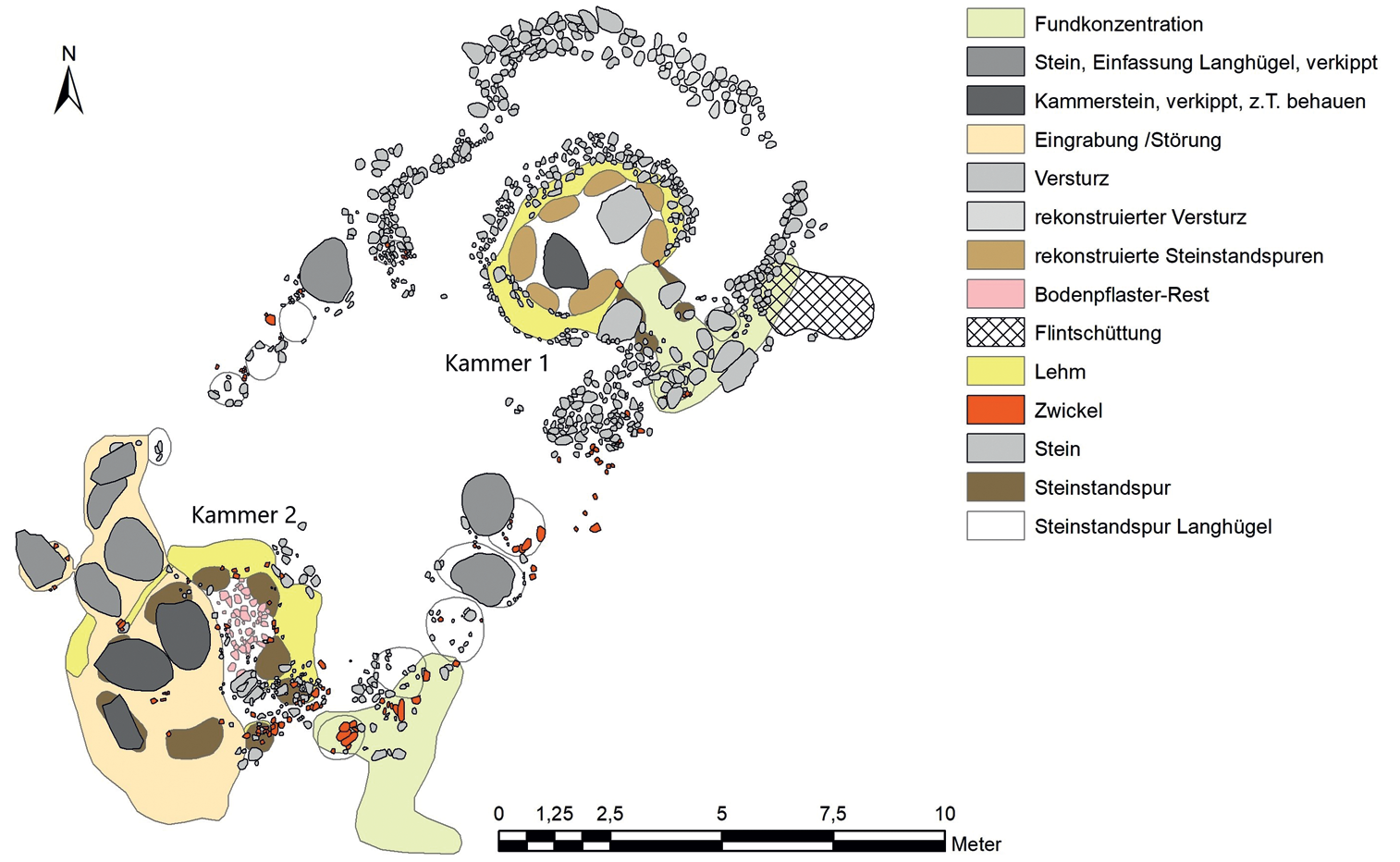
Grundriss des Grabes

Die Anlage bestand aus zwei kleinen Grabkammern in einem nordost-südwestlich orientierten Hünenbett und wurde in mindestens zwei Bauphasen errichtet. In der ersten Phase wurde die nordöstliche Kammer errichtet und mit einem Rundhügel versehen, was durch eine halbkreisförmige Ansammlung von Steinen belegt ist, die ursprünglich die Kammer ummantelten. Spuren einer möglichen Steinumfassung dieses Hügels konnten nicht festgestellt werden. In einer zweiten Phase wurde dieser Rundhügel nach Südwesten hin zu einem rechteckigen Langbett mit unbekannter Länge und mit einer Breite von etwa 8,5 m erweitert. Von der Umfassung konnten an der südöstlichen Langseite noch zwei Steine und an der nordwestlichen Langseite ein Stein festgestellt werden, die zwar umgestürzt waren, sich aber noch an ihren ursprünglichen Standorten befanden. Von mehreren weiteren Umfassungssteinen der Langseiten konnten Standspuren ausgemacht werden. Sie zeichneten sich vor allem durch nestartige Ansammlungen von kleinen Steinen ab. Bei diesen handelte es sich entweder um Unterlieger oder (wahrscheinlicher) um Steine, die nach der Entfernung der Umfassungssteine in deren Standgruben gerutscht waren. Am Südwestende der nordwestlichen Langseite wurden weitere fünf Umfassungssteine gefunden, die hierher verschleppt und vergraben worden waren. Die Lücken zwischen den Umfassungssteinen waren ursprünglich mit Zwickelmauerwerk aus kleinen Steinplatten verfüllt, wovon an mehreren Stellen der Umfassung Reste gefunden wurden. Die beiden Enden des Hünenbetts konnten nicht genau bestimmt werden, da weder im Nordosten noch im Südwesten Standspuren von Umfassungssteinen oder Reste von Zwickelmauerwerk gefunden wurden. Im Südwesten ist dieser Mangel an Befunden vielleicht auf erhöhte Erosion aufgrund des abfallenden Geländes und des sandigen Bodens zurückzuführen. Vergleiche mit ähnlichen Grabanlagen legen ein eher kurzes Hünenbett nahe, dass sich wohl nicht wesentlich über die Grabkammern hinaus erstreckte.

#### Die nordöstliche Grabkammer

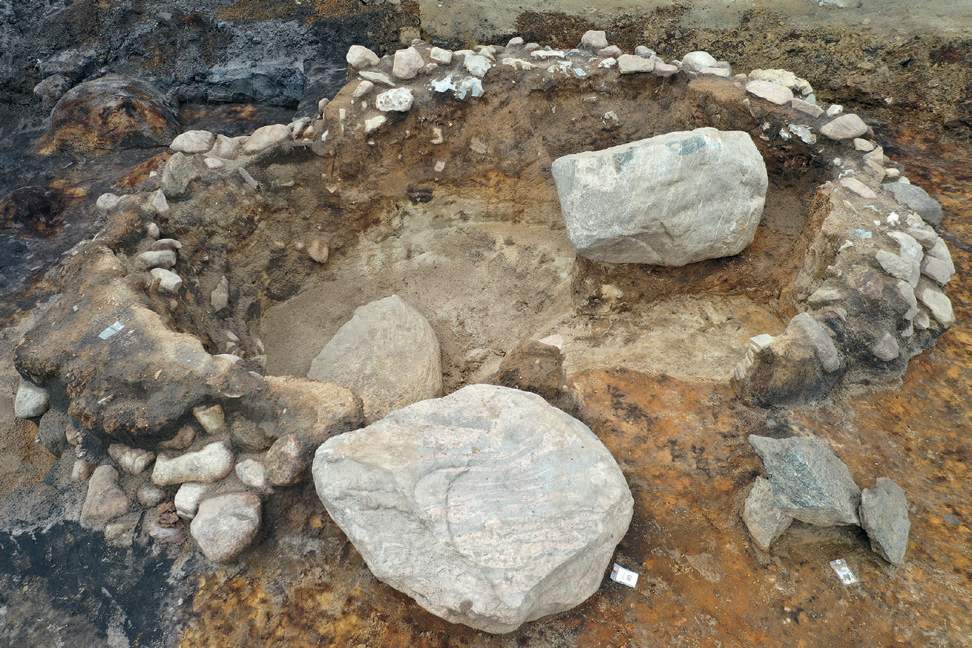
Kammer 1 mit dem gespaltenen Kammerstein mit Keilspuren

Bei der nordöstlichen Kammer 1 handelte es sich um ein Ganggrab. Es hatte einen ovalen Grundriss, eine innere Länge von etwa 2,8 m und eine innere Breite von etwa 1,4 m. Da der Kammerboden bei der Abtragung des Grabes beschädigt wurde, haben sich keine Standspuren von Wandsteinen erhalten. Ihre Zahl und Position kann nur anhand von Ausformungen des Lehmmantels der Kammer rekonstruiert werden. Die Kammer besaß demnach drei Wandsteine an der nordwestlichen und zwei an der südöstlichen Langseite sowie je einen Abschlussstein an den Schmalseiten. Ein Bruchstück eines zerschlagenen Wandsteins wurde bei der Grabung von 2021 im Inneren der Kammer gefunden. Alle anderen Wandsteine fehlten, ebenso die wahrscheinlich zwei oder drei Decksteine. Zwickelmauerwerk konnte nicht mehr festgestellt werden. Die Außenseiten der Wand- und Decksteine waren ursprünglich mit Lehm verputzt. Darum war ein Mantel aus faust- bis kopfgroßen Steinen errichtet worden. Sowohl vom Lehm- als auch vom Steinmantel waren noch deutliche Reste erhalten.
An der Mitte der südöstlichen Langseite war der Kammer ein Gang vorgelagert. Er bestand vermutlich aus drei Wandsteinpaaren. Das beiden innersten Steine waren noch erhalten und wurden bei der Grabung in verkippter Lage vorgefunden. Zwischen den beiden Gangsteinen und den Standspuren der beiden ehemals an diese anschließenden Wandsteine der Kammer wurden Reste von Zwickelmauerwerk gefunden. Von einem zweiten Paar Wandsteine des Gangs waren nur noch schwache Standspuren in Form von dunkel marmorierten Verfärbungen zu erkennen. Auf das mögliche dritte Wandsteinpaar deuten Ansammlungen von kopfgroßen Steinen und Zwickelplatten hin, die bis auf den anstehenden Boden reichen. Vermutlich waren sie beim Entfernen der Wandsteine in deren Standgruben gerutscht. Bei einem 1,1 m langen Stein, der im Inneren der Kammer gefunden wurde, handelte es sich angesichts seiner Größe wahrscheinlich um einen der Decksteine des Gangs. Vor dem Eingang des Gangs wurde eine halbkreisförmige Erdaufschüttung von 1,5 m Länge und etwa 0,4 m Mächtigkeit festgestellt. Sie bestand aus braun-gelb fleckig marmoriertem, humosem Feinsand, der mit gebranntem Feuerstein und Keramikscherben durchsetzt war. Auf dieser Schicht lagen zwei Steine von 0,9 m bzw. 1,2 m Länge, bei denen es sich vielleicht um weitere Decksteine des Gangs gehandelt hatte. Nordöstlich an diese Aufschüttung schloss sich eine ovale Ansammlung von gebranntem Feuerstein mit einer Länge von 2,5 m und einer Breite von 1,5 m an. Diese Ansammlung geht vermutlich auf eine neuzeitliche Ausräumung der Grabkammer zurück.

#### Die südwestliche Grabkammer

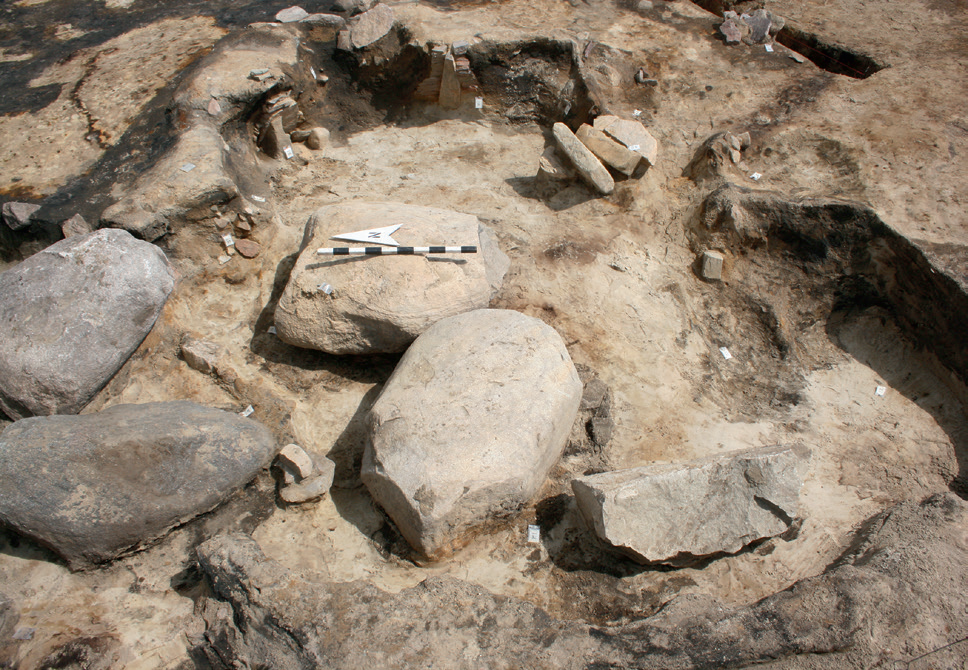
Kammer 2

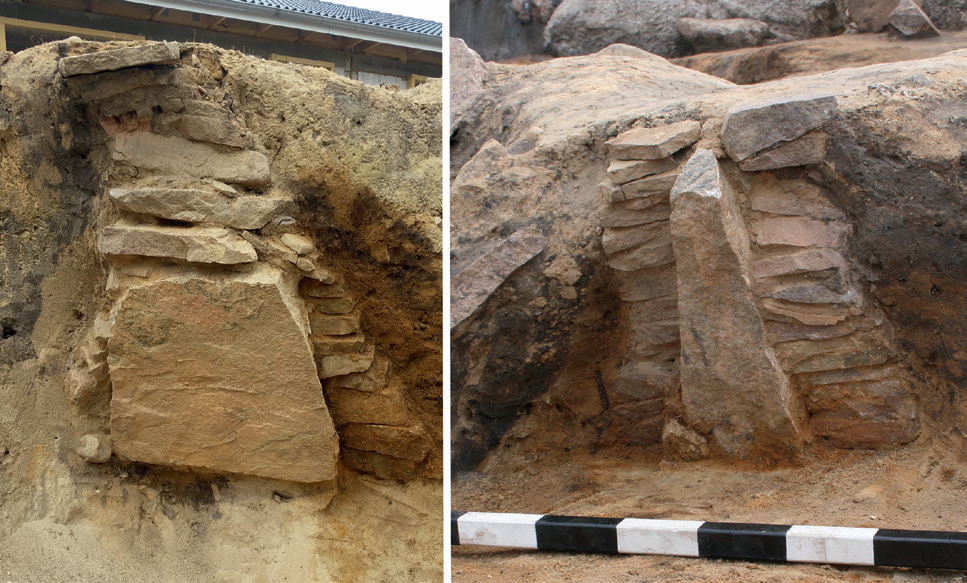
Zwickelstapel im Lehmmantel des östlichen Teils von Kammer 2

Bei der südwestlichen Kammer 2 handelte es sich ebenfalls um ein Ganggrab. Es war etwa 8 m von Kammer 1 entfernt, hatte einen ovalen Grundriss, eine innere Länge von etwa 3,5 m und eine innere Breite von etwa 2,3 m. Die Kammer bestand aus drei Wandsteinen an der nordwestlichen und zwei an der südöstlichen Langseite sowie je einen Abschlussstein an den Schmalseiten. Die Außenseiten der Wand- und Decksteine waren ursprünglich mit Lehm verputzt. Ein Steinmantel wie bei Kammer 1 fehlte hier. Da früher genau über die Kammer eine Flurgrenze mit einem Knickwall verlief, waren die östliche und die westliche Hälfte der Kammer unterschiedlich gut erhalten. Im Ostteil wurden noch Reste eine Kammerpflasters aus Steinplatten und einer Schicht aus gebranntem Feuerstein vorgefunden. In den Lücken zwischen den Standspuren der Wandsteine wurden Reste von Zwickelmauerwerk gefunden, das in zwei Fallen aus größeren, mittig platzierten Steinen bestand, die von kleineren Steinplatten flankiert wurden. An der östlichen Außenseite der Kammer waren Reste der Lehmverkleidung erhalten. Im Westteil der Kammer war die Erde bis zu den Standspuren der Wandsteine abgetragen worden. Das Pflaster und der Lehmmantel hatten sich hier nicht erhalten. In der hier entstandenen Grube haben sich die sandige Erde der Hügelschüttung, der Lehmmantel der Kammer, gebrannter Feuerstein und Bruchstücke gesprengter Kammersteine vermischt. In der Grube lagen zwei umgekippte Wandsteine. Die restlichen fünf Wandsteine und die vermutlich drei Decksteine sind nicht erhalten.
An der Mitte der südöstlichen Langseite war der Kammer ein Gang vorgelagert. Direkt am Eingang zur Kammer wurden die Standspuren eines Wandsteinpaares des Gangs gefunden, die mit Steinen und Steinplatten verfüllt waren. Drei verlagerte Steinplatten mit einer Länge zwischen 0,5 m und 0,7 m könnten zur Abdeckung des Gangs gehört haben. Ob der Gang noch weiter nach Südosten reichte, ist unklar, da der Boden an der entsprechenden Stelle durch Erosion und Tierbauten stark gestört war.

### Funde

#### Keramik
Bei der Grabung wurden insgesamt 8 kg Keramik (rund 700 Scherben) geborgen. Hiervon stammen 4,4 kg aus dem Eingangsbereich von Kammer 1 und 3,3 kg aus dem Eingangsbereich von Kammer 2. Von den Scherben aus Kammer 1 waren 2,7 kg verziert und 1,7 kg unverziert, was einem Verhältnis von etwa 1 zu 0,6 entspricht. Von den Scherben aus Kammer 2 waren hingegen 1,3 kg verziert und 2 kg unverziert, was einem Verhältnis von etwa 1 zu 1,75 entspricht. 85 Scherben aus Kammer 1 gehören zu mindestens zwei Gefäßen, bei denen es sich um sogenannten Fruchtschalen handelt. Sechs unverzierte Scherben gehören zu weiteren Fruchtschalen. Rund 80 Scherben aus Kammer 2 ließen sich zu einer zweiösigen Schale rekonstruieren. Aus beiden Kammern stammen Scherben verzierter Schultergefäße

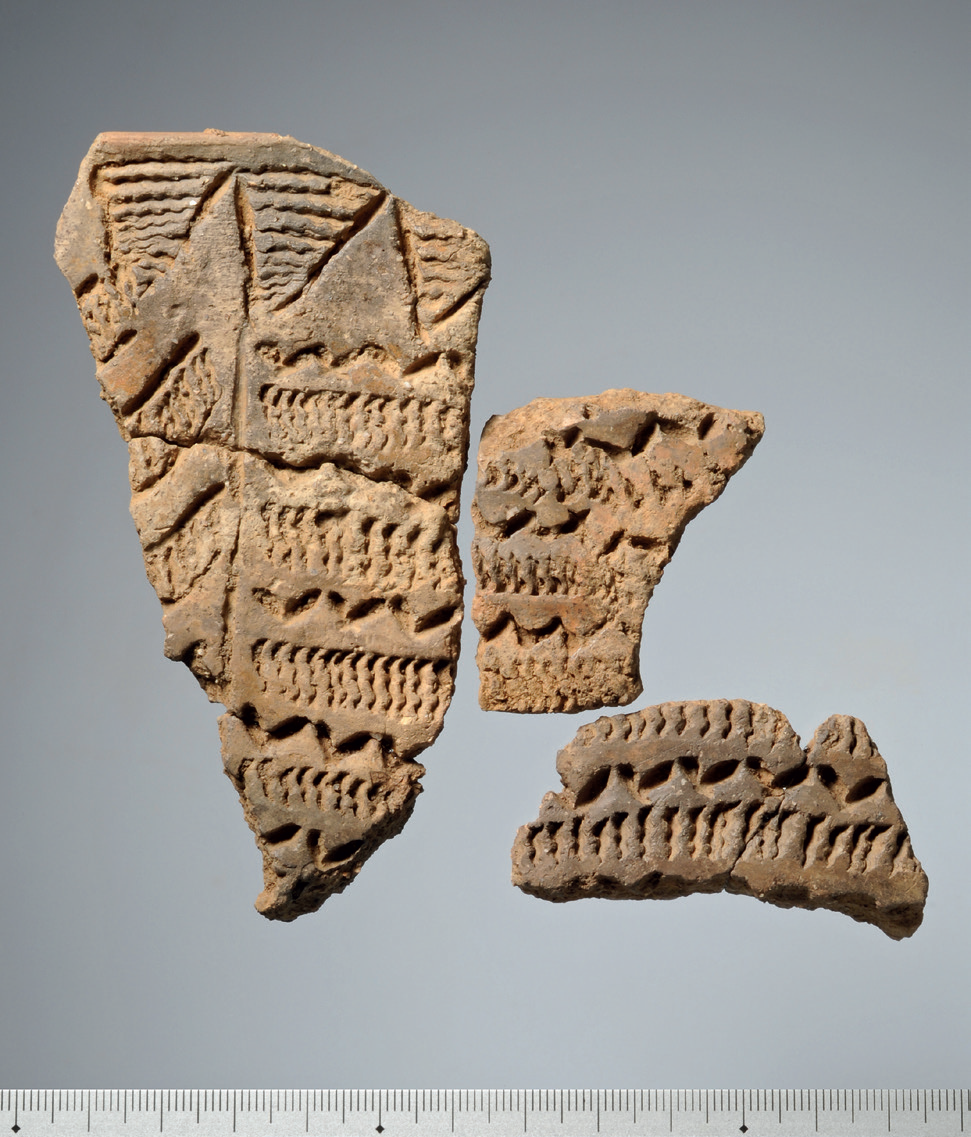
Scherben einer Fruchtschale aus dem Bereich vor Kammer 1
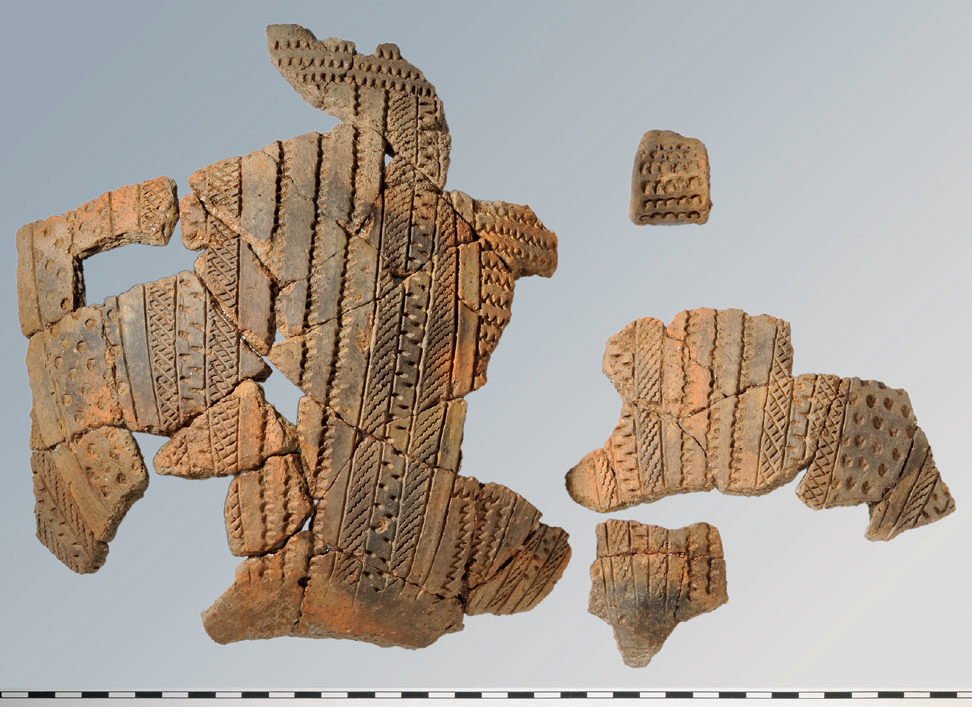
Im MN 1 b-Stil verzierte Schale aus dem Eingangsbereich vor Kammer 2
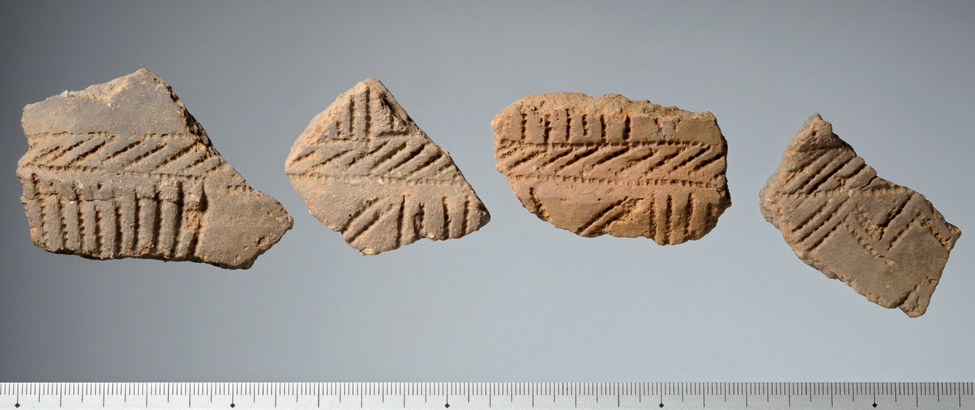
Scherben eines Schultergefäßes aus dem Bereich vor Kammer 2

#### Feuersteingeräte
Im Ostteil von Kammer 2 wurden zwei Klingen aus Feuerstein gefunden. Ein Bruchstück einer weiteren, Klinge wurde verlagert in der Verfüllung des gestörten Bereichs im Westteil der Kammer gefunden. Im Eingangsbereich von Kammer 2 wurden zwei weitere Klingen und eine querschneidige Pfeilspitze gefunden.

#### Schmuck

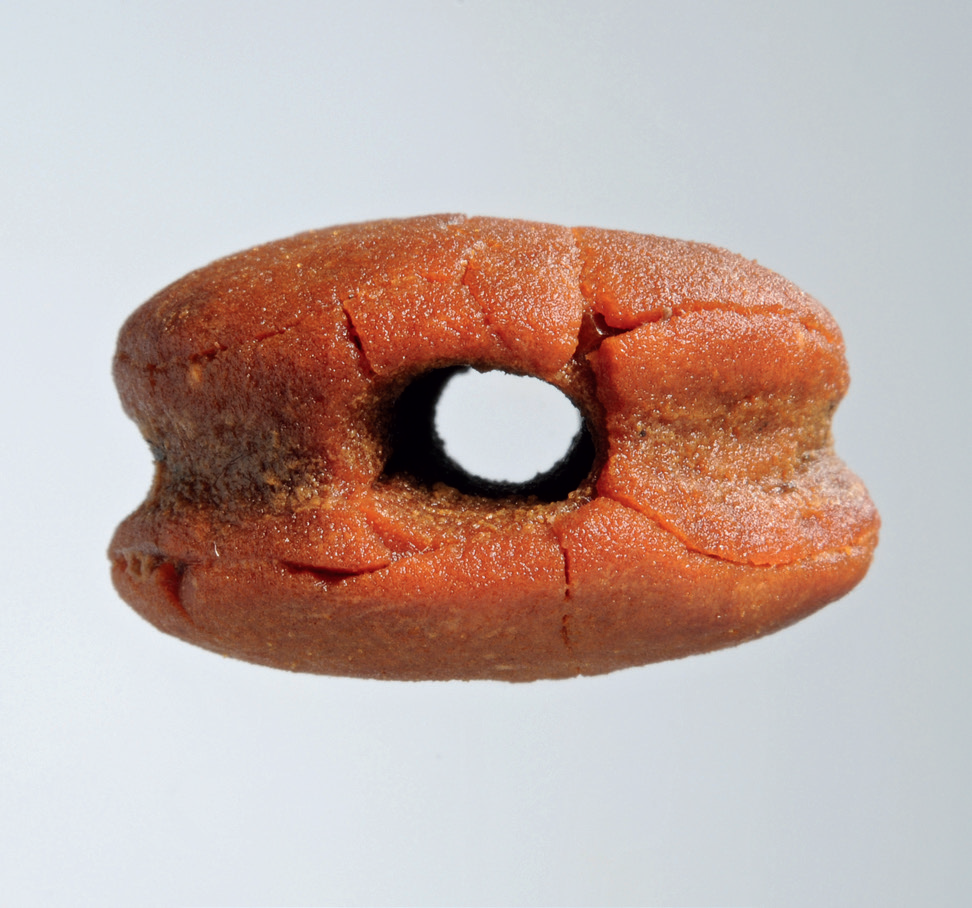
Rollenförmige Bernsteinperle aus Kammer 2

Im Nordostteil von Kammer 2 wurden drei Bernstein-Perlen gefunden. Die erste ist rollenförmig und hat einen Durchmesser von 2,5 cm. Sie gehört einem sehr seltenen Typ an. Die zweite Perle ist doppelkeulen- bzw. spulenförmig und nur zur Hälfte erhalten. Von einer dritten, runden Perle sind mehrere Bruchstücke erhalten.

## Datierung
Eine genauere Datierung der Anlage ist nur mittels der Keramiktypologie möglich. Der Großteil der verzierten Keramik weist den sogenannten Klintebakke-Stil auf, der dem Mittelneolithikum Ib (MN Ib) der norddeutsch-südskandinavischen Chronologie zuzuordnen ist. Das entspricht etwa dem Zeitraum zwischen 3200 und 3100 v. Chr. Beide Grabkammern wurden offenbar in dieser Zeit errichtet, die exakte Baugeschichte der Anlage ließ sich aber stratigraphisch nicht mehr ermitteln. Ein kleinerer Teil der Keramik belegt, dass die Grabkammern bis zum Ende der Trichterbecherkultur um etwa 2800 v. Chr. für Bestattungen genutzt wurden. Für eine Nutzung über diese Zeit hinaus gibt es keine Hinweise.